# Waleryj Swjatocha
Waleryj Witalewitsch Swjatocha (belarussisch Валерый Віталевіч Святоха, engl. Transkription Valeryy Sviatokha; auch russisch Валерий Святохо – Waleri Swjatocho – Valeriy Svyatokho; * 20. Juli 1981 in Hrodna) ist ein belarussischer Hammerwerfer.
2005 gewann er die Bronzemedaille bei der Universiade. Bei den Olympischen Spielen 2008 in Peking schied er in der Vorrunde aus.
Zwei Jahre später wurde er Vierter bei den Europameisterschaften in Barcelona.
Seine Bestweite von 81,49 m erzielte er am 27. Mai 2006 in Brest.